# Zahradní Město (Kadaň)
Zahradní Město je vilová čtvrť v jihozápadní části města Kadaně mezi řekou Ohří, Svatou horou a Smetanovými sady, jejíž větší část vznikla v letech 1887–1931. Vedle Prunéřovského předměstí a Svatovojtěšské čtvrti je jednou ze tří kadaňských vilových čtvrtí, které vznikly za doby Rakouska-Uherska a meziválečného Československa.

## Historie

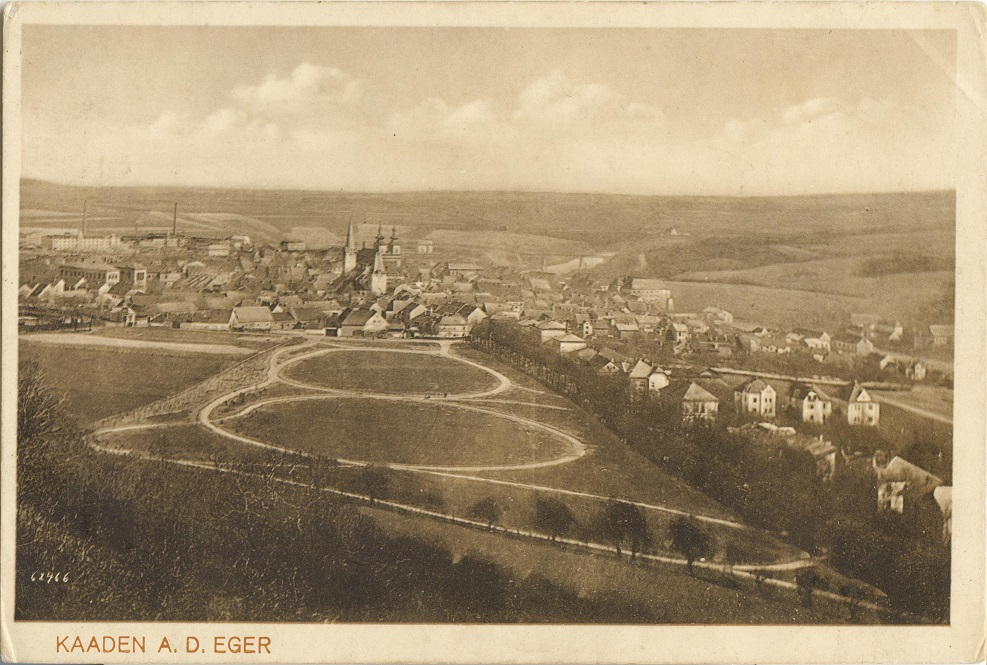
Vilová čtvrť Zahradní Město v Kadani (vpravo) okolo roku 1915

Zahradní Město, čítající asi padesát vil, začalo vznikat od roku 1887 v sousedství historického Sedleckého předměstí a v blízkosti Klášterní aleje (nyní součást Smetanových sadů). Postupně zde byly postaveny ulice Klášterní (nyní Jana Švermy), Klenertova (nyní Havlíčkova), Gollova (nyní T. G. Masaryka), Zahradní řada (nyní Máchova a částečně Václava Havla) a Trägerova (nyní Březinova).
Důležitým kulturním a společenským centrem čtvrti i celého města se roku 1923 stalo divadlo a biograf Orfeum (původně „Orpheum“) se starší secesní kavárnou Weinert. Díky blízkosti parků, říčního nábřeží s plovárnou a funkcionalistickou plážovou restaurací z roku 1931 (zbořeno, nyní restaurace a hotel Split) byla čtvrť se svým okolím nazývána též Kadaňské Grado, neboť ve spojení s řekou Ohří dýchala atmosférou stejnojmenného italského letoviska v Benátském zálivu.
Nejstarším vilovým objektem je Villa Betty (čp. 606), kterou si zde v letech 1887–1888 vystavěl baron Johann Gustav von Quandt, známý podporovatel umění a kultury. Autorem projektu novorenesanční stavby byl karlovarský architekt Johann Matusch. Další novorenesanční, secesní, modernistické a funkcionalistické vily vznikly podle projektů architektů Josefa Petera, Huberta Tippmanna, Johanna Petzeta, Paula Petera, Franze Ehrenbergera, Gerharda Neumanna, Hanse Dotzauera či Carla Johna.

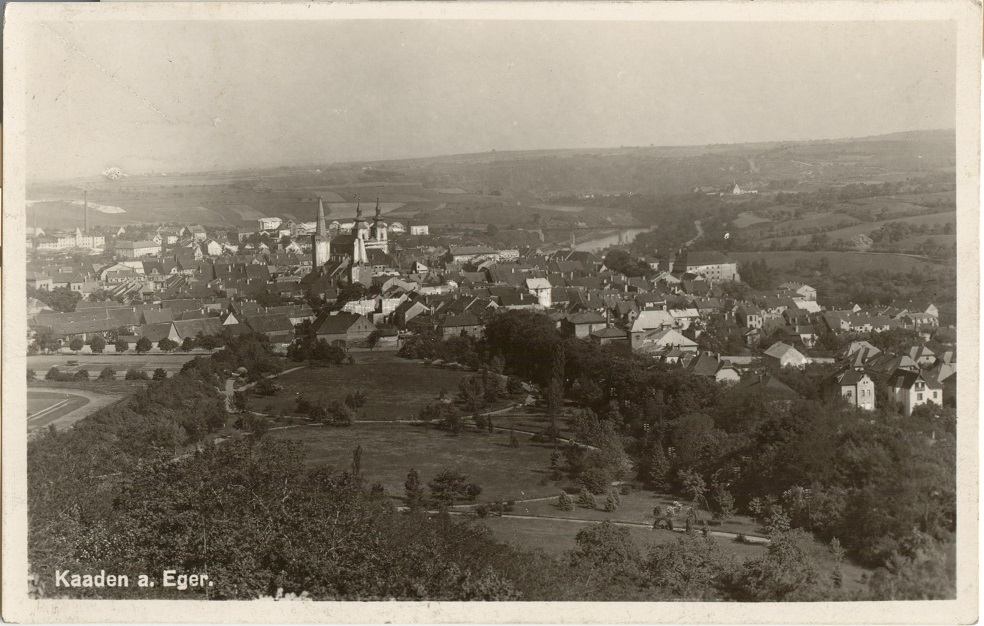
Vilová čtvrť Zahradní Město v Kadani (vpravo) okolo roku 1930

## Zajímavosti
Baron Johann Gustav von Quandt (1822–1908), stavebník a první majitel vily Betty (čp. 606), pocházel ze Saska a podporoval rozvoj kadaňské evangelické farnosti u kostela Krista Spasitele (nyní kostel sv. Petra a Pavla).
Villa Howorka (čp. 622) byla vystavěna roku 1893 gymnaziálním profesorem Wenzelem Howorkou (1851–1913), přírodovědcem, odborníkem na rybářství a pozdějším předsedou Rybářského spolku Kadaň.
Villa Skall (čp. 696) vznikla roku 1906 jako kadaňská rezidence pražského velkopodnikatele Emanuela Skalla (1859–1942), který byl zavražděn za druhé světové války kvůli svému židovskému původu.
Secesní Villa Schulz (čp. 758) z roku 1913 byla domovem Josefa Schulze, houslového virtuóze, jenž mimo jiné působil v německých Drážďanech a švédském Göteborgu.
Villa Ehmig (čp. 883) vznikla roku 1929 pro rodinu Gustava Ehmiga, kadaňského advokáta a obchodníka s tzv. kadaňskou zelení čili zelenou hlinkou. V letech 1938–1945 zde sídlila služebna gestapa, poté až do roku 1960 tu byly kanceláři komunistické Státní bezpečnosti.
Funkcionalistická Villa Lill (čp. 897), postavená roku 1929 pro právníka Karla Lilla, vznikla v součinnosti kadaňského stavitele Johanna Petzeta a architekta Gerharda Neumanna z Ústí nad Labem, který byl ovlivněn tzv. výmarsko-desavským Bauhausem.